# Různočnělečnost
Různočnělečnost (heterostylie) – různá délka čnělek u různých květů téhož druhu – je schopnost rostlin vytvářet dva typy květů: květy s dlouhými čnělkami a krátkými tyčinkami (dlouhočnělečné) a květy s krátkými čnělkami a dlouhými tyčinkami (krátkočnělečné).
Různočnělečnost je pojistnou strategií rostliny proti samoopylení. Často je strategie ještě zdokonalena tím, že pylem z dlouhých tyčinek (velké pylové zrno) lze oplodnit pouze dlouhočnělečný květ, zatímco pylem z krátkých tyčinek (malé pylové zrno) pouze krátkočnělečný květ.
Heterostylie je typická například pro prvosenky (Primula) a rod mičela (Mitchella) z čeledi mořenovité. Popsána byla již v 16. století.

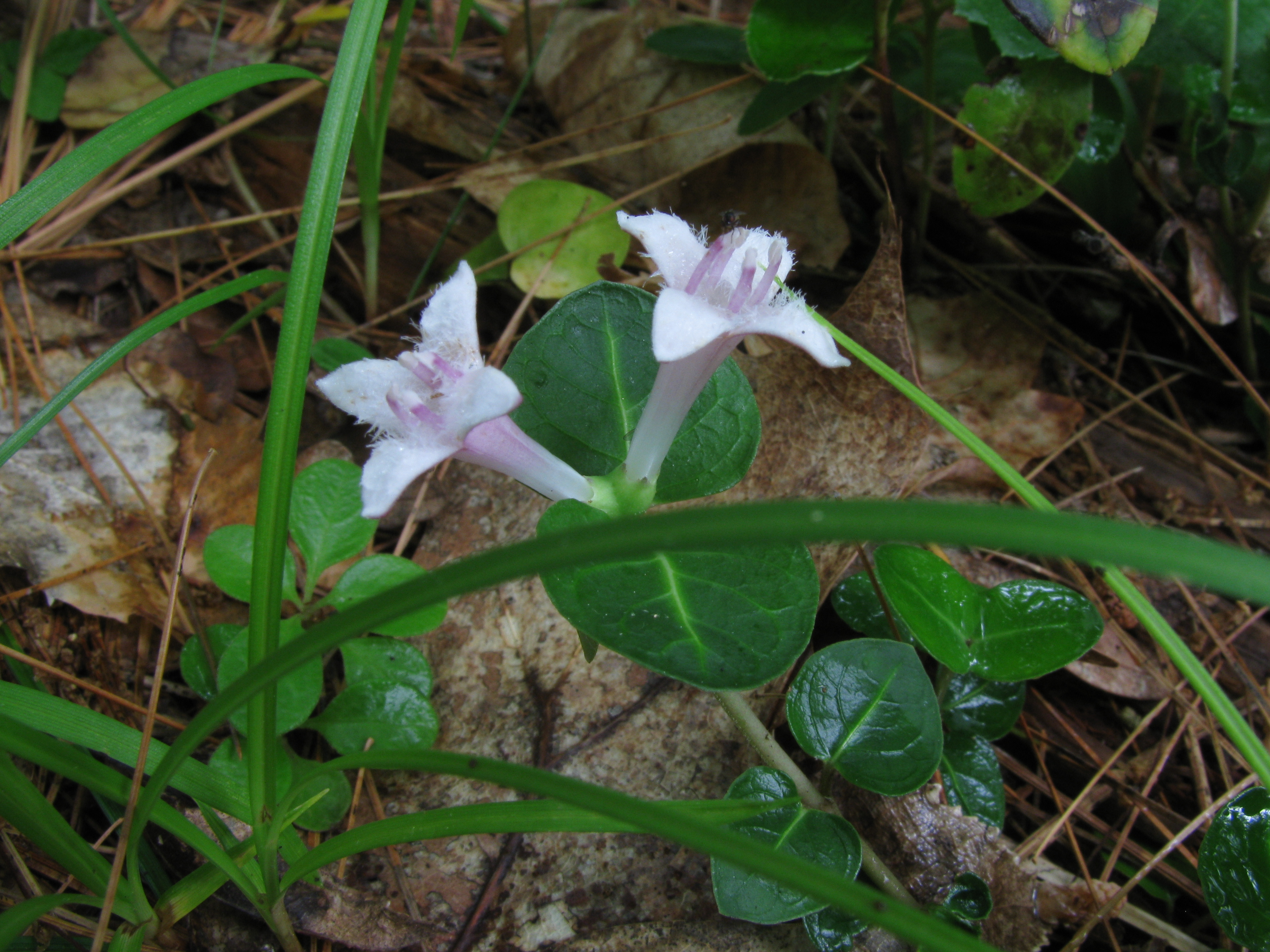
Krátkočnělečné květy mičely plazivé (Mitchella repens)
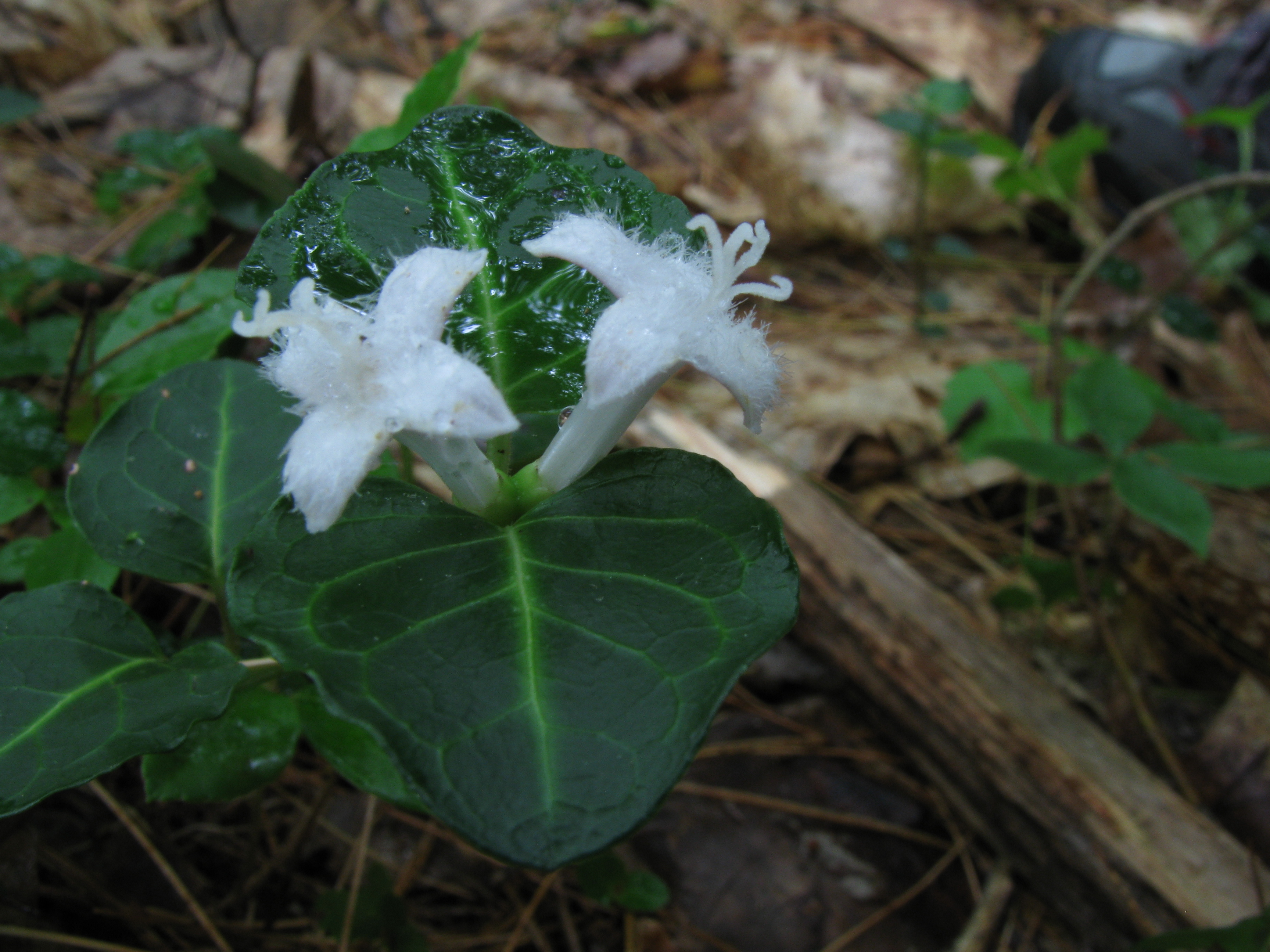
Dlouhočnělečné květy mičely plazivé (Mitchella repens)